# Stade de la Source
Het Stade de la Source is een voetbalstadion in de Franse stad Orléans. Het is de thuishaven van de voetbalclub US Orléans en het heeft een capaciteit van 8.000 plaatsen.

## Galerij

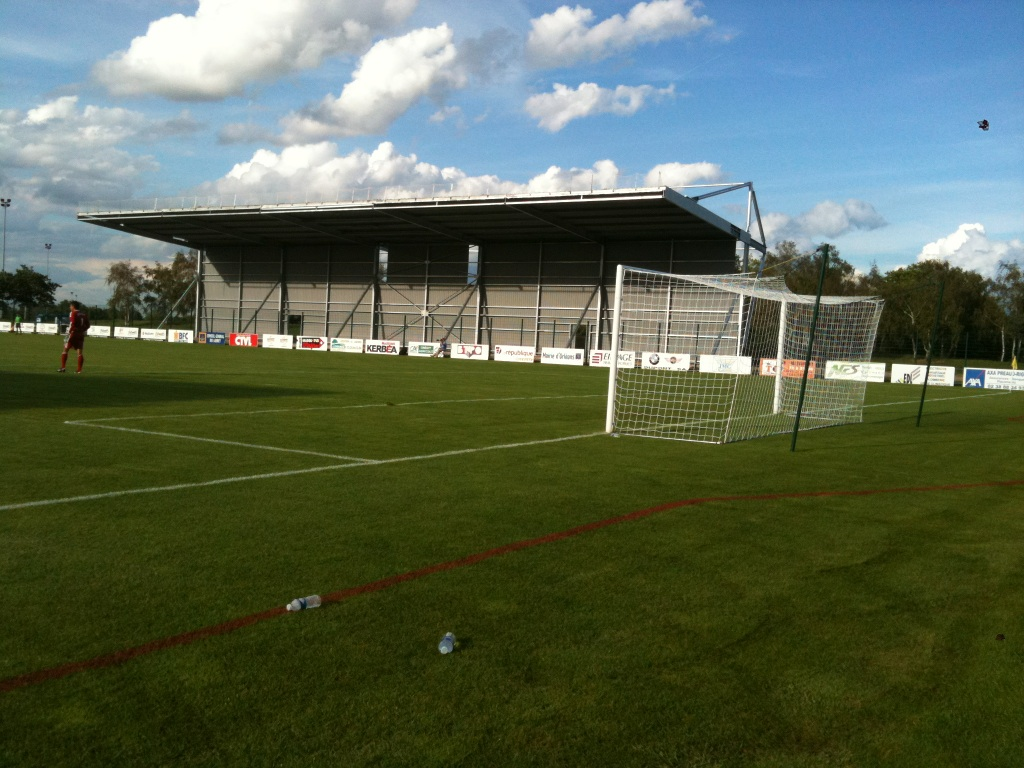
Marc Vagner-tribune onder constructie
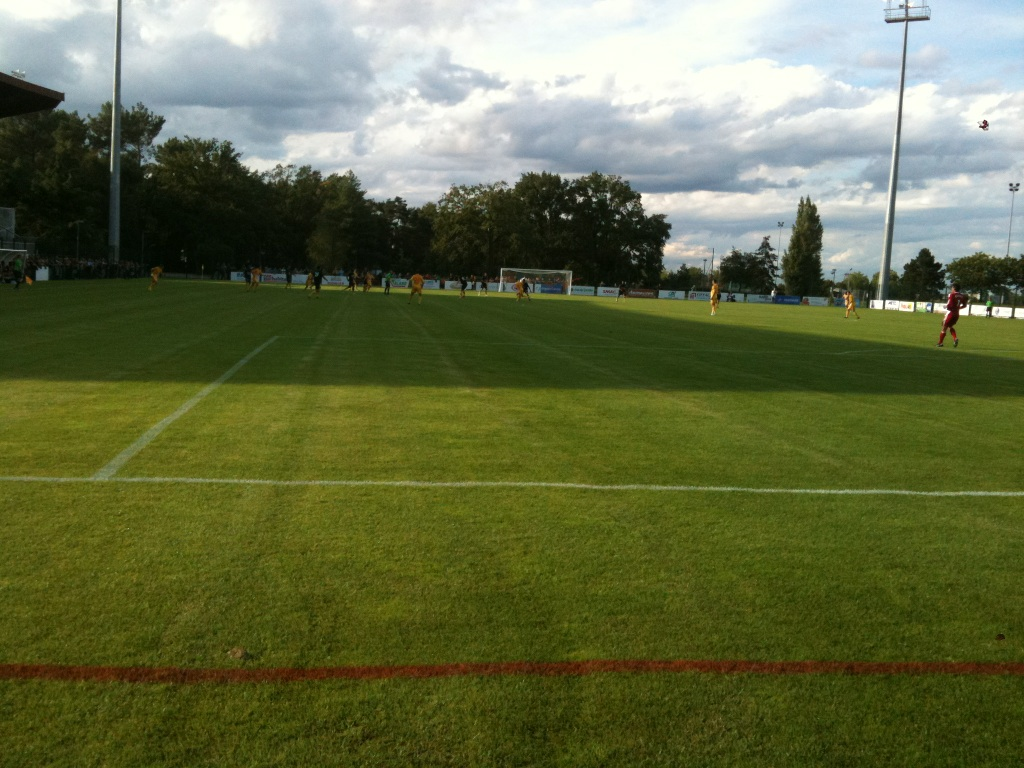
Het terrein van achter een doel gezien